# Rio Chiua
O Rio Chiua é um rio da Romênia, afluente do Şuşiţa, localizado no distrito de Vrancea.